# Jean-Blaise Kololo
Jean-Blaise Kololo (1952-Kinsasa, 28 de abril de 1999) fue un politólogo, político y diplomático congoleño, que se desempeñó como Ministro de Relaciones Exteriores y Cooperación de la República del Congo, entre 1991 y 1992, en el Gabinete de Transición del primer ministro André Milongo.

## Biografía
Nació en 1952 y se graduó como politólogo de la Universidad Marien Ngouabi. Era profesor de ciencias políticas y se afilió al Movimiento Congoleño para la Democracia y el Desarrollo Integral (MCDDI), liderado por Bernard Kolélas, a principios de 1990, participando de la Conferencia Nacional de la República del Congo, que se llevó a cabo entre febrero y junio de 1991. En la Conferencia Nacional, se desempeñó como miembro del comité para la redacción del reglamento interno. Al final de la conferencia, fue designado para el gobierno de transición del primer ministro André Milongo como Ministro de Relaciones Exteriores y Cooperación.
Kololo siguió siendo miembro del MCDDI hasta que se separó de este en 1994 para formar su propio partido político, la Alianza Congoleña para la Unidad y las Libertades de los Pueblos (ACULP). Luego fue designado Alto Comisionado para los Derechos Humanos por el presidente Pascal Lissouba.  En medio de la guerra civil de junio – octubre de 1997, instó a Francia a no reconocer a ningún "líder político con milicias armadas" a fines de julio de 1997.
Durante la ola de violencia política de diciembre de 1998 en Brazzaville, huyó del acomodado barrio Bacongo de la ciudad, y pasó tres meses escondido en el Departamento de Pool, antes de cruzar el Río Congo hacia Kinsasa, capital de la República Democrática del Congo. Al llegar allí, estaba "en un estado de agotamiento total" y fue hospitalizado de inmediato. Un emisario del presidente Denis Sassou-Nguesso se ofreció a pagar la evacuación de Kololo a Europa para recibir tratamiento médico urgente, pero la aerolínea belga Sabena se negó a aceptarlo como pasajero el 27 de abril de 1999 por temor a que muriera durante el viaje. Finalmente, murió de disentería amebiana en Kinsasa al día siguiente, el 28 de abril de 1999.